# Erster Bayerischer Hauskrieg

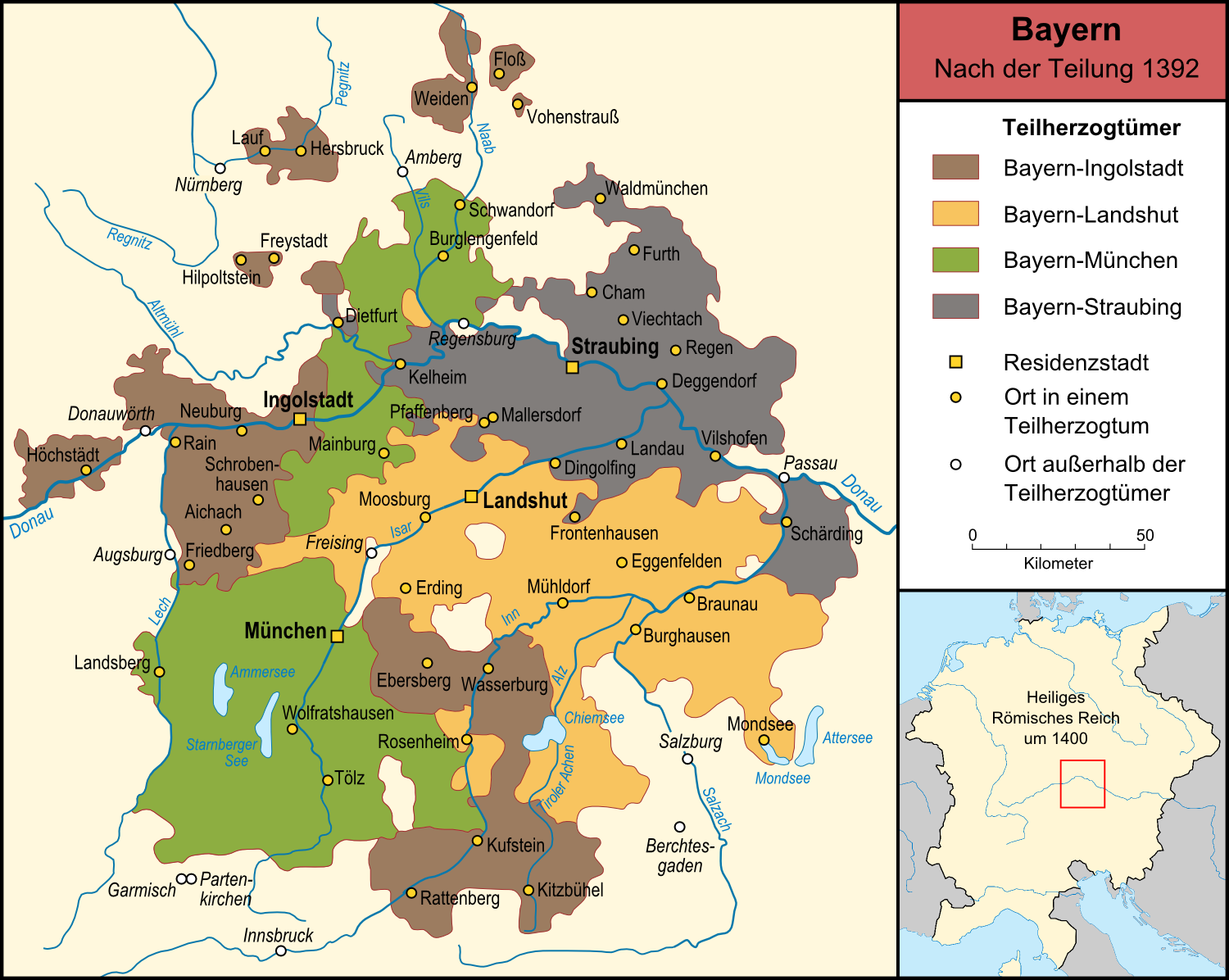
Die vier bayerischen Teilherzogtümer nach der Landesteilung von 1392 (Bayern-Ingolstadt braun)

Der Erste bayerische Hauskrieg war eine kriegerische Auseinandersetzung im Winter 1394/95 innerhalb des Hauses Wittelsbach als Folge der Bayerischen Landesteilung von 1392.

## Vorgeschichte
Bei der Bayerischen Landesteilung von 1392 teilten die Söhne Stephans II. Bayern nach 17 Jahren gemeinsamer Regierung erneut. Dabei entstanden die drei Teilherzogtümer Bayern-Landshut, Bayern-Ingolstadt und Bayern-München. Bayern-Landshut fiel an Herzog Friedrich, Bayern-Ingolstadt wurde Stephan III. zugelost und Johann II., auf dessen Initiative die Teilung zurückging, erhielt Bayern-München. Stephan III. fühlte sich bei der Aufteilung übervorteilt. Ein drohender Krieg wurde jedoch durch den plötzlichen Tod des Landshuter Herzogs Friedrich Ende 1393 vorerst verhindert. Stephan und Johann übernahmen nun gemeinsam die Vormundschaft für Friedrichs minderjährigen Sohn Heinrich XVI. Die Konflikte zwischen München und Ingolstadt brachen jedoch bald wieder auf, da beide Seiten versuchten, ihren Einfluss im reichen Niederbayern auszuweiten. So kam es 1394/95 im Ersten Bayerischen Hauskrieg zu kriegerischen Auseinandersetzungen zwischen der Münchner und der Ingolstädter Linie.

## Verlauf
Stephans Sohn Ludwig VII. wollte den Münchner Kriegsvorbereitungen zuvorkommen. Er griff an Heiligabend 1394 Freising an, was jedoch fehlschlug. Freisings Bischof Berthold von Wehingen war zugleich Kanzler der österreichischen Herzöge Albrecht und Wilhelm, die sich mit Johann verbündet hatten. Ludwig bedrohte darauf Pfaffenhofen und plünderte am Dreikönigstag Neustadt an der Donau, das ebenfalls im Münchner Herzogtum lag. Im Gegenzug wandten sich die Münchner Herzöge gegen Aichach und Friedberg und brannten die Burg in Markt Schwaben nieder. Die Auseinandersetzungen zogen sich bis Lichtmess hin, endeten jedoch ohne eindeutiges Ergebnis. Nach dem Ende der Feindseligkeiten vereinbarten die Herzöge im September 1395, durch gemeinsame äußere Feinde geeint, Bayern-München und Bayern-Ingolstadt wieder gemeinsam zu verwalten.

## Nachwirkung
Nachdem Johann II. 1397 gestorben war, versuchte Stephan III. seinen Vorrang gegenüber Johanns Söhnen Ernst und Wilhelm III. geltend zu machen, und unterstützte die Erhebung der Münchner Zünfte gegen die jungen Herzöge. Erst 1403 konnten Ernst und Wilhelm die Stadt wieder unter ihre Kontrolle bringen und eine dauerhafte Rückkehr zur Teilung von 1392 durchsetzen.